# Annemarie Kaiser (Malerin)

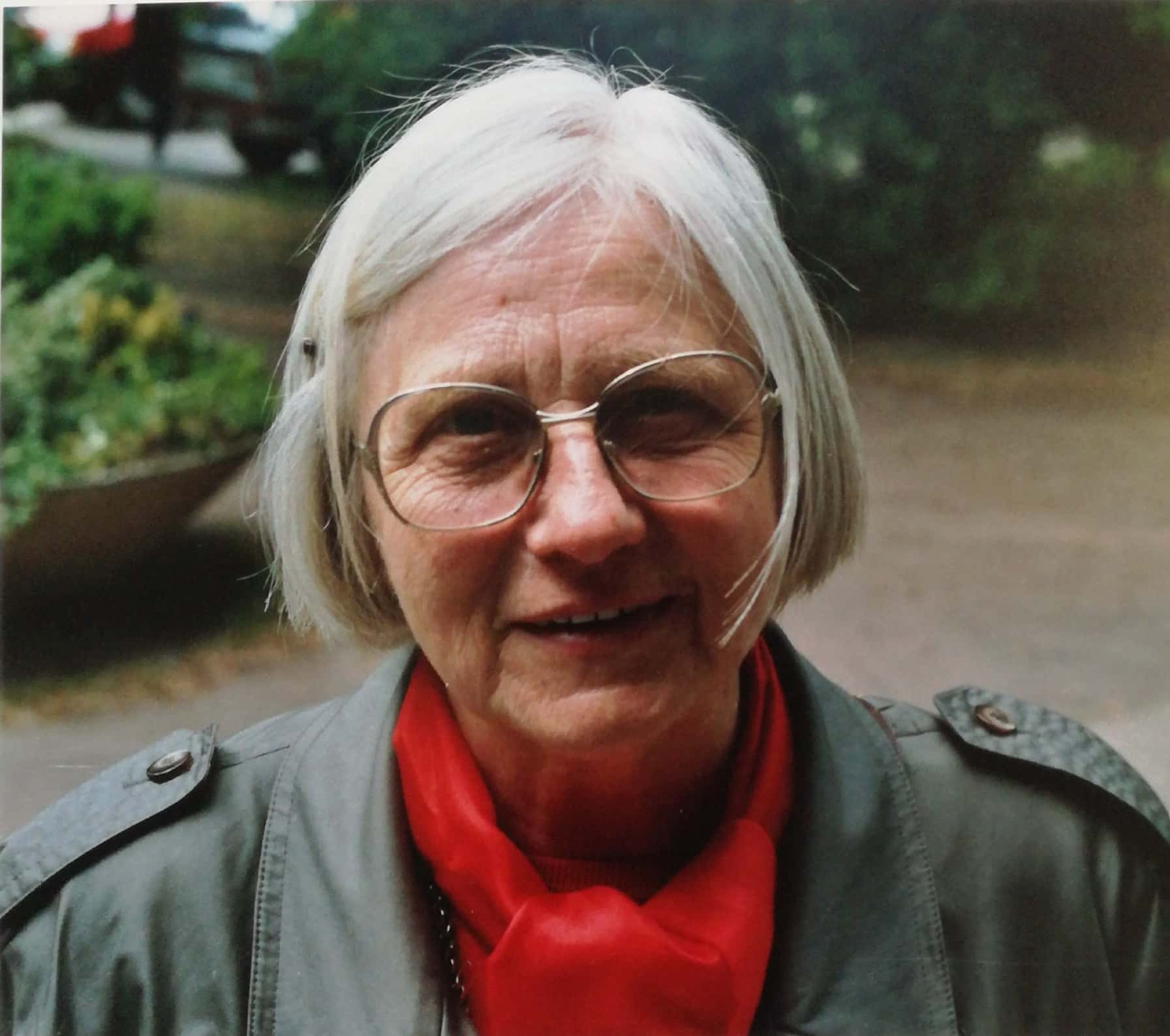
Annemarie Kaiser (1986)

Annemarie Kaiser (* 3. August 1923 in Grünberg in Schlesien; † 31. August 1993 in Rethen) war eine deutsche Malerin. und Kunsterzieherin.

## Leben
Geboren zur Zeit der Weimarer Republik in Schlesien, konnte Annemarie Kaiser erst in der Nachkriegszeit von 1949 bis 1955 studieren, zunächst an der Werkkunstschule in Hannover (Kurt Sohns und Erich Rhein), dann auch in Hamburg an der dortigen Kunsthochschule (Willi Breest und Theo Ortner).
Anschließend unterrichtete sie von 1955 bis 1982, hauptsächlich an der Elsa-Brändström-Schule, in der niedersächsischen Landeshauptstadt als Kunsterzieherin. Sie hat ihr ganzes Leben lang gemalt, hat aber zusätzlich als Kunsterzieherin gearbeitet um wirtschaftlich unabhängig zu sein und beim Malen nicht von Wünschen und Vorstellungen anderer abhängig zu sein.
Ebenfalls 1955 wurde Kaiser Mitglied der hannoverschen GEDOK. Sie war auch Mitglied, und Vorstandsmitglied, des BBK Hannover und Mitglied der Künstlergilde. Sie stellte ihre Werke sowohl in eigenen Ausstellungen als auch mit Beteiligung anderer im In- und Ausland aus. Mehrfach stellte die Künstlerin, die in Hannover und später in Laatzen lebte, in der Herbstausstellung Niedersächsischer Künstler im Kunstverein Hannover aus.
1979 hatte Kaiser Wohnsitz und Atelier unter der Adresse Oppelner Straße 6 in Rethen (Laatzen).
Annemarie Kaiser starb 1993 in Rethen an der Leine.

## Werke (Auswahl)
in öffentlichem Besitz:
- 1976: Spielraum, Öl auf Leinwand 140 × 80 cm, im Besitz der Kinderheilanstalt Hannover
- 1978: Kraftwerk II, Öl auf Leinwand 100 × 124,5 cm, im Besitz des Sprengel Museums Hannover
- 1983–1984: Kröpke über vier Ebenen (U-Bahn-Station Kröpcke), Öl auf Leinwand 99 × 107,5 cm, im Besitz des Historischen Museums Hannover[1]